# Trésor de Lentilly
Le Trésor de Lentilly est un ensemble d'environ 210 monnaies d'or, des aurei romains, découvert en mars 1866 sur la commune de Lentilly (Rhône). Il représente la trouvaille monétaire la plus importante dans la région Rhône-Alpes tant par son volume que part la qualité des monnaies, antérieurement aux guerres civiles suivant la chute de Néron.

## Découverte
Le 5 mars 1866 a été déterré dans un champ de Lentilly un pot en terre cuite, contenant plus de deux cents monnaies d'or romaines, soit environ un kilogramme et demi  de métal précieux. Le conservateur des musées archéologiques de Lyon Martin-Daussigny présente le 13 avril 1866 un inventaire sommaire de la découverte à l'Académie des sciences, belles-lettres et arts de Lyon, et fait l’acquisition de 18 pièces choisies parmi les plus belles et les plus rares pour le compte du musée des beaux-arts de Lyon, tandis qu'il en achète cent une pour sa collection personnelle. Le reste du trésor a été dispersé entre d'autres collectionneurs et des habitants de Lentilly, et n'a pas été précisément répertorié.

## Datation du trésor
L'inventaire réalisé en 1866 par Martin-Daussigny reste le document principal de la découverte. Il recense sans toutefois les dénombrer des monnaies allant du début du règne de Tibère (14-37) à celui de Néron (54-68), toutes frappées par l'atelier monétaire de Lugdunum (Lyon), seul habilité à la frappe des métaux précieux.
L'aureus créé par Auguste pèse 1/42e de livre soit en théorie 7,79 g, tandis que la réforme monétaire de Néron en 64 le dévalue à 1/45e de livre, soit 7,20 g. Par leur poids les monnaies du trésor de Lentilly détenues par le musée de Lyon sont légèrement en dessous du poids théorique de l'aureus d'Auguste, et sont donc antérieures à la réforme de 64. Enfin, deux monnaies ont été émises pour le quatrième consulat de Néron, soit l'année 60.
On est réduit aux hypothèses sur les raisons de l'enfouissement de ce trésor, d'autant plus que le lieu, une dépression de terrain de la commune de Lentilly, n'a pas révélé de trace d'habitat antique. Les pièces les plus anciennes datant de Tibère et de Caligula portent des marques d'usure, indication de la constitution du trésor par une collecte d'espèces en circulation, peut-être en une seule fois, plutôt que par une épargne régulière étalée sur deux générations. La thésaurisation d'aurei de meilleure qualité que ceux d'après 64, l'incendie de Lugdunum en 65, les guerres civiles à partir de 68 sont des raisons possibles pour la constitution d'un tel stock, qui n'excluent toutefois pas d'autres motivations, à jamais inconnues.

## Contenu
On ignore ce qu'est devenu le lot de cent une monnaies acquis par Martin-Daussigny. Un second lot de trente monnaies fut proposé à l'achat au collectionneur Gustave de Ponton d'Amécourt peu après la dispersion du trésor. Avec les dix-huit monnaies acquises par le musée des beaux-arts de Lyon, on a pu identifier quarante-huit aurei sur plus de deux cents que comportait le trésor.
Parmi les monnaies répertoriées, on trouve pour le règne de Tibère (14-37) :
- en grand nombre les aurei à la Justice assise,
- quelques aurei dédiés à Auguste divinisé

pour le règne de Caligula (37-41), des aurei dédiés à ses parents :
- plusieurs à Auguste divinisé
- plusieurs à Germanicus
- à Agrippine l'Aînée
- à Néron Drusus

Les types de Claude sont :
- Antonia la Jeune, sa mère

## Exposition
Sur les dix-huit monnaies du trésor acquises par le musée des beaux arts de Lyon, une a disparu, tandis que les autres sont au médaillier du musée.
| Datation                     | Avers                          | Avers, légende                                                      | Revers                         | Revers, légende                                                           |
| ---------------------------- | ------------------------------ | ------------------------------------------------------------------- | ------------------------------ | ------------------------------------------------------------------------- |
| Claude, 41-42 ap. J.-C.      |                                | NERO CLAUDIVS DRVSVS GERMANICVS IMP                                 |                                | DE GERM, Arc de triomphe avec statue équestre                             |
| Claude, après 50 ap. J.-C.   | Tête laurée de Claude          | TI CLAVD CAESAR AVG GERM P M TRIB POT P P                           |                                | AGRIPPINAE AVGVSTAE, Agrippine la Jeune, épouse de Claude                 |
| Claude, 50-51 ap. J.-C.      | Tête laurée de Claude          | TI CLAVD CAESAR AVG P M TR P X IMP PP (10e puissance tribunitienne) |                                | Couronne civique SPQR PP OB C S                                           |
| Claude, après 50 ap. J.-C.   |                                | TI CLAVD CAESAR AVG GERM P M TRIB POT P P                           | Buste de Néron                 | NERO CLAVD CAESAR DRVSVS GERM PRINC IVVENT Néron en prince de la jeunesse |
| Claude, après 50 ap. J.-C.   |                                | NERO CLAVD CAESAR DRVSVS GERM PRINC IVVENT                          | Ustensiles de prêtre           | SACERD COOPT IN OMN CONL SVPRA NVM EX S C                                 |
| Claude, après 50 ap. J.-C.   |                                | NERONI CLAVDIO DRVSO GERM COS DESIGN                                | Bouclier au sommet d'une lance | EQVESTER ORDO PRINCIPI IVVENT                                             |
| Néron, décembre 54 ap. J.-C. |                                | AGRIPP AVG DIVI CLAVD NERONIS CAES MATER                            | Couronne civique               | NERONI CLAVD DIVI F CAES AVG GERM IMP TR P EX S C                         |
| Néron, 55 ap J.-C.           | Bustes de Néron et d'Agrippine | NERO CLAVD DIVI F CAES AVG GERM IMP TR P COS                        |                                | AGRIPP AVG DIVI CLAVD NERONIS CAES MATER EX S C                           |

## Sources bibliographiques
- Xavier Loriot, Bernard Rémy et André Buisson, Corpus des trésors monétaires antiques de la France, t. V, Rhône-Alpes, 1. Ain, Rhône, Loire, Ardèche, Paris, 1978, Société française de numismatique, 112 pages note de présentation sur Persée
- François Planet, « Le trésor de Lentilly Rhône 1866 », Bulletin des musées et monuments lyonnais,‎ 1992, p. 19-31
- J. M. Combes, « Le trésor de Lentilly », L'araire, no 152,‎ mars 2008
- François Chausson, Geneviève Galliano et Ferrante Ferranti (Photographe), Claude, Lyon, 10 avant J.-C. : Rome, 54 après J.-C., un empereur au destin singulier, Lienart / Musée des beaux-arts de Lyon, 2018, 320 p. (ISBN 978-2-35906-255-7)